# Appenzell Innerrhoden
Appenzell Innerrhoden (Duits: Appenzell Innerrhoden; Frans: Appenzell Rhodes-Intérieures; Italiaans: Appenzello Interno; Reto-Romaans: Appenzell Dadens) is een kanton van Zwitserland. Het ligt in Noordoost-Zwitserland. Het is een voormalig halfkanton.

## Geografie
Appenzell Innerrhoden grenst aan het halfkanton Appenzell Ausserrhoden en het kanton Sankt Gallen. De beide kantons van Appenzell worden geheel omringd door het kanton Sankt Gallen. Appenzell Innerrhoden bestaat uit vijf niet aan elkaar grenzende delen. Behalve het grootste deel, waarin de hoofdstad ligt, zijn dat twee exclaves die samen het district Oberegg vormen, en twee kloosters, Grimmenstein en Wonnenstein, die geheel zijn omgeven door het grondgebied van Appenzell Ausserrhoden.
De hoogste berg is de Säntis (2502 m) in Alpstein, het driekantonpunt van Appenzell Innerrhoden, Appenzell Ausserrhoden en Sankt Gallen.
Bij de reformatie werd het grootste deel van het originele kanton Appenzell gereformeerd. Het kanton werd gesplitst in 1597, waarbij de hoofdstad van Appenzell Rooms-katholiek bleef en verderging onder de naam Appenzell Innerrhoden.
De hoofdstad van het kanton is Appenzell. Het duurde tot 1872 (24 jaar na de stichting van de moderne Zwitserse federale staat) eer Appenzell Innerrhoden een eigen grondwet aannam.

## Demografische evolutie van het kanton
Bron: https://www.bfs.admin.ch/bfs/de/home/statistiken/bevoelkerung/stand-entwicklung.assetdetail.32229209.html

## Economie
Het kanton bestaat voornamelijk uit weiden, maar is wel redelijk bergachtig. Een bekend product is de Appenzeller, een kaas met wereldfaam. Dit geeft ook de voornaamste landbouwactiviteit aan: veeteelt.

## Halfkanton
Appenzell Innerrhoden is naar inwoneraantal het kleinste kanton van Zwitserland, toch heeft men het kanton Appenzell in 1597 gesplitst, om religieuze redenen. De andere helft is Appenzell Ausserrhoden. Wegens de grootte en de voorgeschiedenis, beschouwt men dit kanton daarom nog steeds als een halfkanton. Dit wil zeggen dat het kanton in de kantonsraad van het parlement niet door 2, maar door 1 persoon vertegenwoordigd wordt. Appenzell Ausserrhoden is ook een halfkanton.

## Directe democratie
Appenzell Innerrhoden is ook een kanton met een zeer lange traditie van directe democratie. Zo komt de Landsgemeinde nog voor, een bijeenkomst van alle stemgerechtigden de laatste zondag van april buiten op het centrale dorpsplein. Daar stemmen ze met handopsteken over wetten en kiezen ze de kantonale regering.
Toch duurde het tot 1990 tot vrouwen kantonnaal stemrecht kregen. Dit was tegen de wil van de stemgerechtigde bevolking (tot dan toe alleen mannen). Het stemrecht werd afgedwongen door een oordeel van het bondsgerechtshof van Zwitserland. Het argument tegen vrouwenkiesrecht was dat als het geen verschil zou maken, het ook geen zin zou hebben, en als het wel verschil zou maken, het bezwaarlijk zou zijn.

## Talen
In het kanton wordt (Zwitsers) Duits gesproken.
De moedertaal van de inwoners is (per 2000) als volgt verdeeld:
- Duits: 92,9%
- Servo-Kroatisch: 2,5%
- Albanees: 1,0%
- Overige talen: 3,6%

9,8% (2002) van de inwoners heeft geen Zwitsers paspoort, dit is ver onder het nationale gemiddelde van ca. 20%

## Districten
De districten zijn gelijk ook de gemeentes (2023).
- Appenzell, de hoofdstad, 6.009 inwoners
- Schwende-Rüte, 6.060 inwoners
- Oberegg, 1.931 inwoners
- Gonten, 1.464 inwoners
- Schlatt-Haslen, 1.121 inwoners

## Toerisme
De berg Säntis is een van de grootste attracties.
Bij de traditionele trek van de koeien naar de Alpenweiden en weer terug wordt de koe die het meeste melk heeft gegeven als een koningin uitgedost.

## Geschiedenis
Het kanton werd voor het eerst, zover bekend, bewoond in de 7e of 8e eeuw.
Het klooster van Sankt Gallen had een grote invloed op de lokale bevolking. Het kanton (Appenzell: abbatis cella) werd het eerst genoemd in 1071. In 1513 sluit Appenzell zich aan bij het Zwitsers Eedgenootschap als het 13e kanton.
Van 1798 tot 1803 maakte Appenzell deel uit van de Helvetische Republiek.
Appenzell · Gonten · Oberegg · Schlatt-Haslen · Schwende-Rüte
Aargau · Appenzell Ausserrhoden · Appenzell Innerrhoden · Basel-Landschaft · Basel-Stadt · Bern · Fribourg · Genève · Glarus · Graubünden · Jura · Luzern · Neuchâtel · Nidwalden · Obwalden · Sankt Gallen · Schaffhausen · Schwyz · Solothurn · Thurgau · Ticino · Uri · Vaud · Wallis · Zug · Zürich